# La Ferrière-Béchet
La Ferrière-Béchet – miejscowość i gmina we Francji, w regionie Normandia, w departamencie Orne.
Według danych na rok 1990 gminę zamieszkiwało 151 osób, a gęstość zaludnienia wynosiła 11 osób/km² (wśród 1815 gmin Dolnej Normandii La Ferrière-Béchet plasuje się na 735. miejscu pod względem liczby ludności, natomiast pod względem powierzchni na miejscu 289.).